# 回田町
回田町（めぐりたちょう）は東京都小平市の地名。住居表示未実施区域。「丁目」の設定のない単独町名である。郵便番号は187-0013。

## 地理
小平市南東部に位置する。南西から時計回りに上水南町、喜平町、鈴木町、御幸町及び小金井市貫井北町に隣接し、南側に玉川上水がある。

### 河川

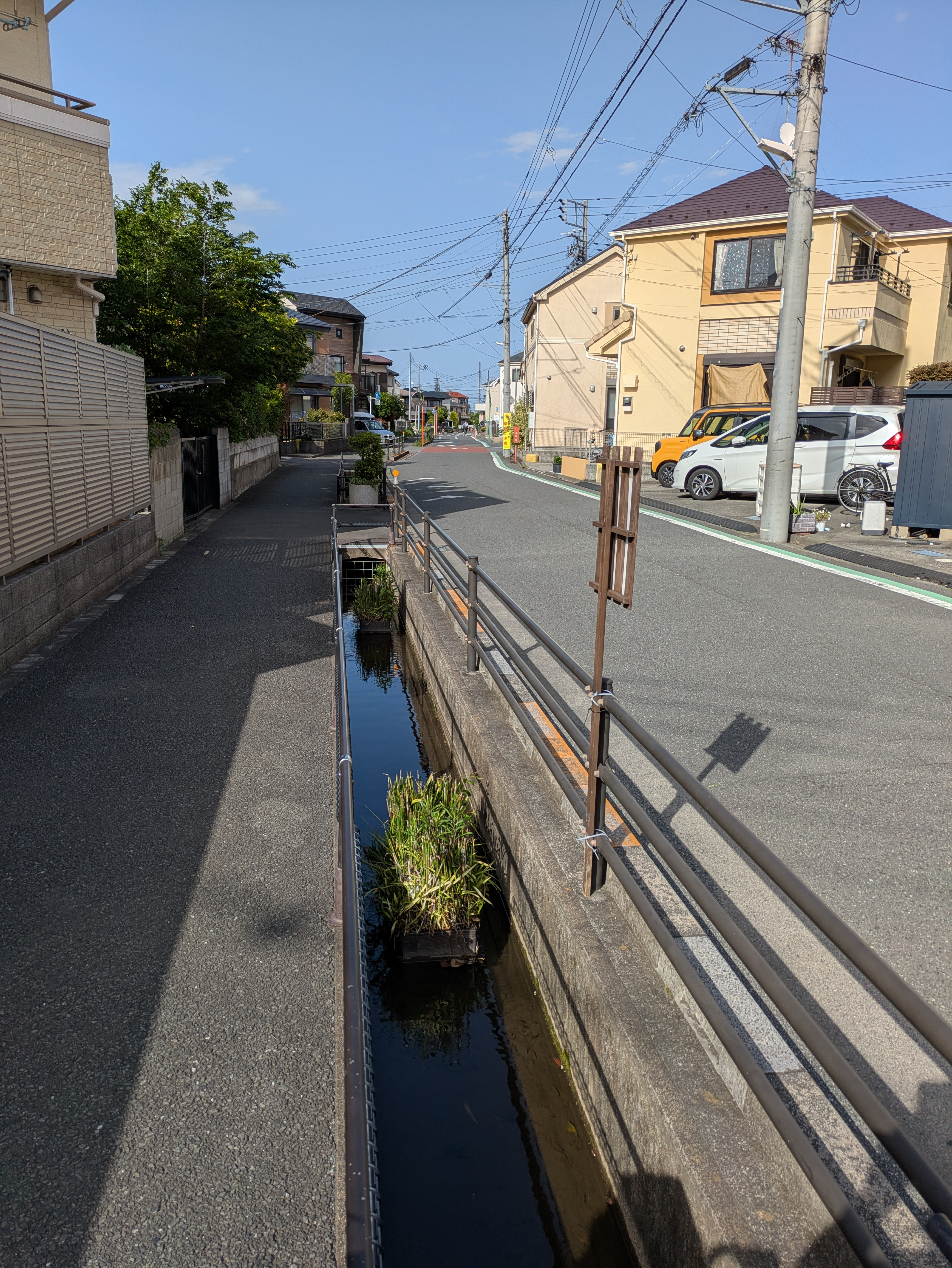
回田町氷川通りの田無用水

- 玉川上水
- 田無用水

### 地価
住宅地の地価は、2017年（平成29年）の公示地価によれば、回田町252番12外の地点で21万8000円/m2となっている。

## 歴史

### 地名の由来
地名の由来は、新田（当時は畑）の開発の段階で、廻り田村（東村山）に売り渡されたことに由来する。享保 9年(1724)小平の「野中新田」という新田開発として町人請負型かつ、広大な開発面積で開発が進められたが、許可された面積513町歩を12人で分けたが開発仲間の中には、開発せずに廻り田村（東村山）などに売り渡し帰村している。
享保11年(1726)野中新田の採草地を東村山廻り田村から土地を購入し、廻り田（回田）新田が成立。明治22年（1889）小川新田・鈴木新田・回田新田・野中新田与右衛門組・野中新田善左衛門組・大沼田新田・小川村と久米川の飛び地が合わさり小平村となった。

## 世帯数と人口
2018年（平成30年）1月1日現在の世帯数と人口は以下の通りである。
| 町丁   | 世帯数    | 人口    |
| ------ | --------- | ------- |
| 回田町 | 1,960世帯 | 4,799人 |

## 小・中学校の学区
市立小・中学校に通う場合、学区は以下の通りとなる。
| 番地 | 小学校                 | 中学校                 | 調整区域（選択可能な学校）                                |
| --- | ---------------------- | ---------------------- | --------------------------------------------------------- |
| 106〜129番地、162〜186番地 210〜229番地、242〜254番地 276〜294番地、310〜324番地 340〜357番地、377〜393番地 | 小平市立小平第三小学校 | 小平市立小平第三中学校 | 小平市立鈴木小学校（新小金井街道以東） 小平市立上水中学校 |
| 326〜327番地、331番地4 394〜401番地                                                                         | 小平市立小平第八小学校 | 小平市立小平第三中学校 | 小平市立鈴木小学校 小平市立花小金井南中学校               |
| その他 | 小平市立鈴木小学校     | 小平市立小平第三中学校 | 小平市立鈴木小学校 小平市立花小金井南中学校               |

## 交通

### 鉄道
| バス移動で利用可能駅 |
| --- |
| 西武新宿線 - 花小金井駅(SS 18) - 小平駅(SS 19) JR中央線 - 武蔵小金井駅(JC 15) JR中央線 西武国分寺線(SK01) 西武多摩湖線(ST01) - 国分寺駅(JC 16) |

### バス
- 西武バス小平営業所が、周辺のバス路線を運行している。
- 立川バス上水営業所が、周辺のバス路線を運行している。

### 道路
- 東京都道7号杉並あきる野線（五日市街道）
- 東京都道132号小川山田無線（鈴木街道）
- 東京都道248号府中小平線（新小金井街道）
- 回田本通り

## 施設
- 小平市立小平第三小学校